# هایاکوتاکه ۷۲۹۱
سیارک ۷۲۹۱ (به انگلیسی: 7291 Hyakutake، نامگذاری:1991XC1) هفت هزار و دویست و نود و یکمین سیارک کشف شده‌است که در ۱۳ دسامبر ۱۹۹۱ کشف شد.
قدر مطلق سیارک برابر ۱۲٫۲۰ است.